# 蒼蠅座GT
蒼蠅座GT，又名CP-64 1685，HD 101379、SAO 251522、HR 4492，是蒼蠅座的一颗恒星，视星等为5.17，位于銀經295.53，銀緯-3.56，其B1900.0坐标为赤經11h 34m 51.4s，赤緯-64° -3.56′ 36″。